# Слатина (Румыния)
Слатина (рум. Slatina) — город на юге Румынии, административный центр жудеца Олт, расположен на реке Олт. Региональный, культурный и экономический центр.

## История
Город Слатина впервые упоминается 20 января 1368 года, в официальном документе, выпущенном Владиславом I Влайку, принцем Валахии. В документе говорится, что купцы из Трансильвании, города Брашова, не платят таможенную пошлину при прохождении через Слатину.
Этимология
Слатина это слово славянского происхождения, вытекающее из «шлема-тина» — «солёные земли» или «солёная вода». В другой интерпретации корневой славянской морфемой, давшей название топониму, была «Сля» (встречающаяся в словацком произношении названия данного топонима sljatina), в значении «стоячая вода», — такая интерпретация встречается, например, в трудах словацкого историка Франтишека Сасинека.
Меньшинство придерживается теории, что слово берёт начало в латинском «Salatina».

## Экономика
- Alro Slatina — крупнейший производитель алюминия в Юго-Восточной Европе;
- Pirelli Tires Romania — завод по производству шин;
- Cord Romania — металлокорд для шин;
- TMK-Artrom — металлургический завод, принадлежащий российской Трубной металлургической компании[источник не указан 1116 дней].

Также другие компании, такие, как ALPROM, Altur, Benteler.